# Dél-Korea hadereje

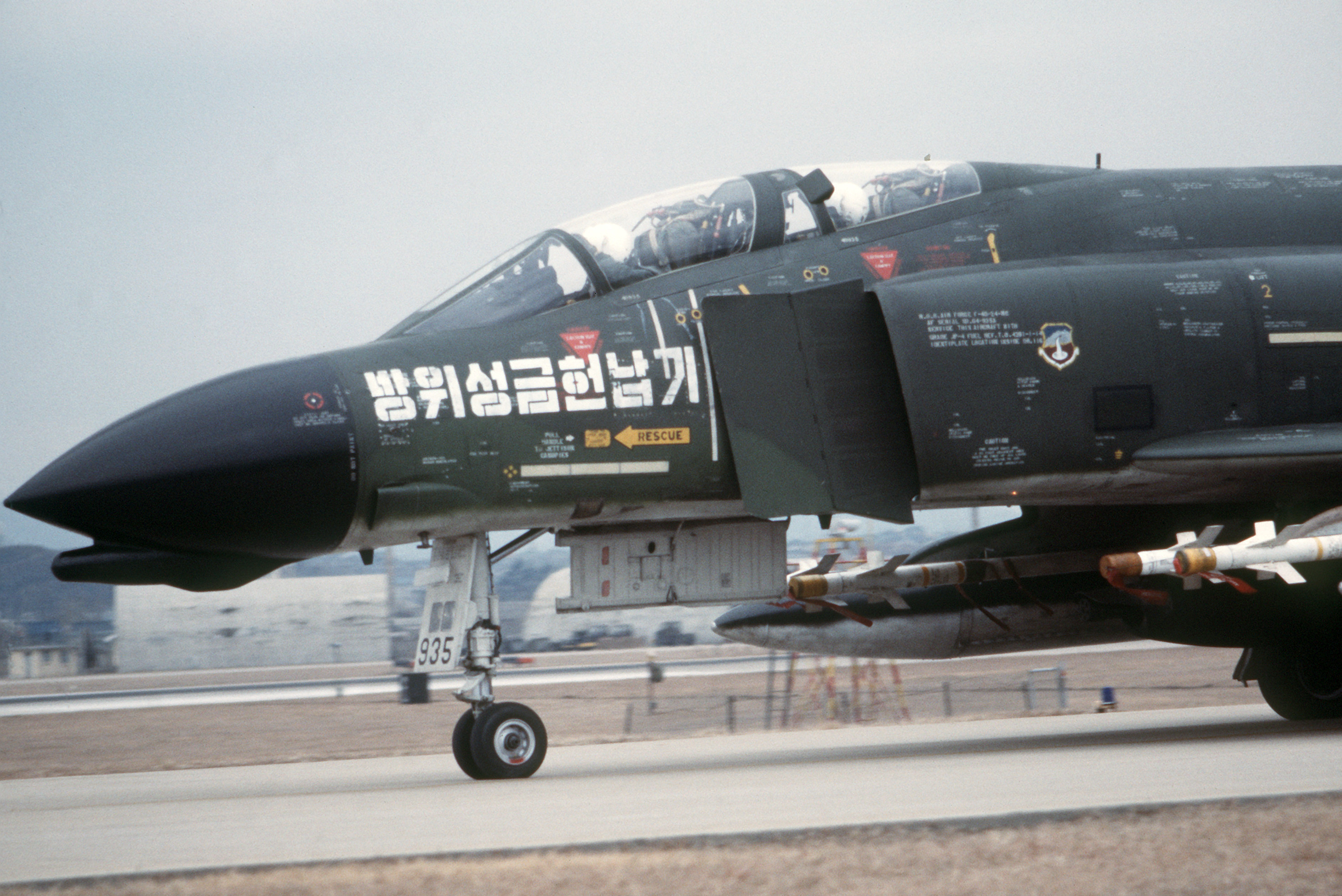
Dél-Koreai F–4 Phantom II vadászgép

Dél-Korea hadereje (hangul: 대한민국 국군, Tehan Minguk Kukkun, handzsa: 大韓民國 國軍, RR: Daehan Minguk Gukkun, ’A Koreai Köztársaság Államhadserege’) a szárazföldi haderőből, a légierőből, a haditengerészetből és a tengerészgyalogságból áll.

## Fegyveres erők
- Aktív: 630 000 (2014)[1]
- Szolgálati idő a sorozottaknak: 21-24 hónap
- Tartalékos: 2 970 000 fő (2014)[2]

Háború esetén az Amerikai Egyesült Államok hadereje 690 000 főt bocsát rendelkezésre, valamint 160 járművet és 2000 repülőgépet.

### Sorkatonai szolgálat

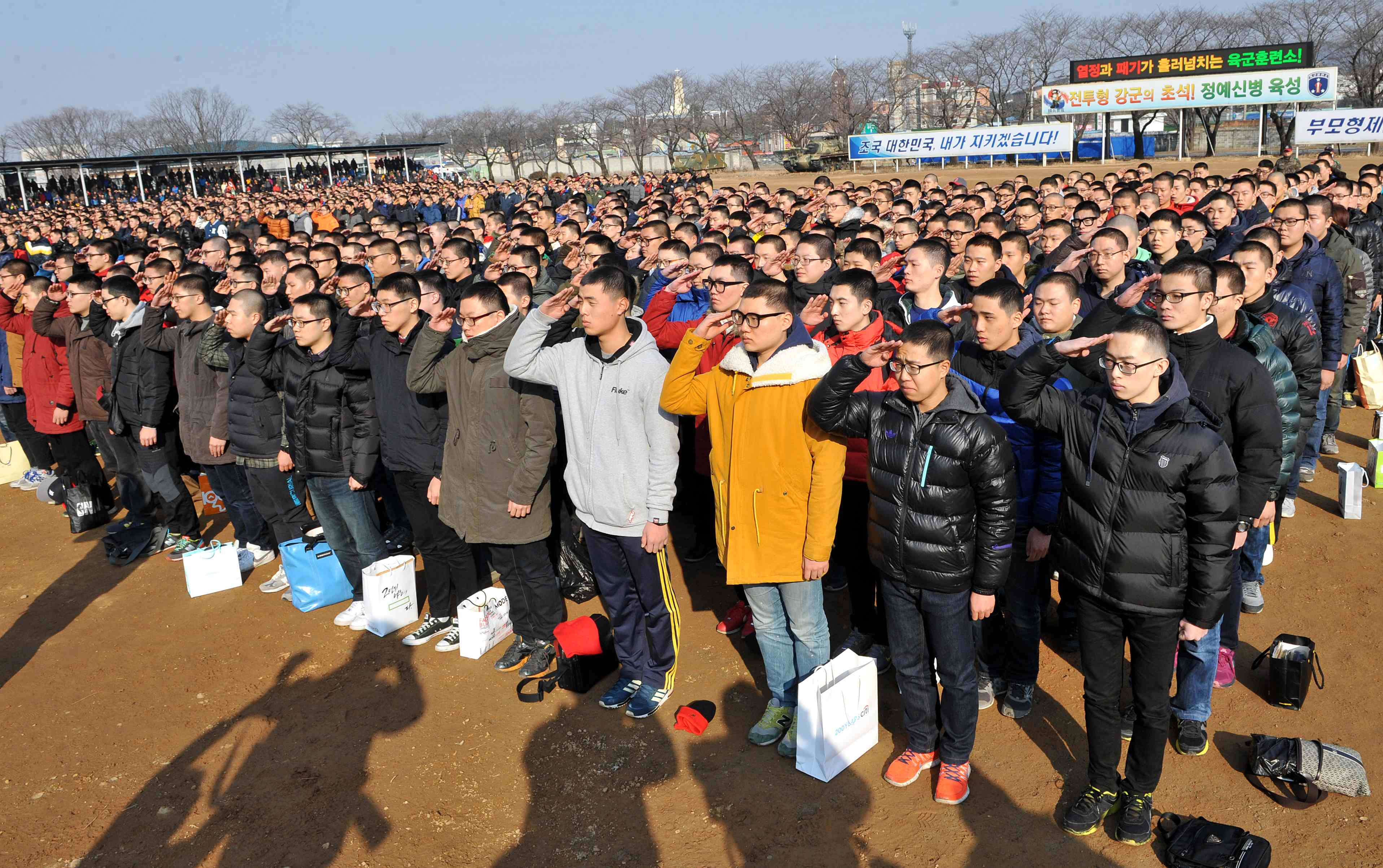
Újonnan besorozott katonák

A sorkatonai szolgálat minden egészséges férfinak kötelező 20 és 30 éves kora között, általános iskolai felső tagozatos végzettséggel. A szárazföldi erőknél és a tengerészgyalogságnál 21 hónap a szolgálati idő, a haditengerészetnél 23 hónap, a légierőnél 24 hónap. A dél-koreai hadsereg sokáig nem adott lehetőséget alternatív szolgálatra a lelkiismereti okokból bevonulást megtagadóknak, a sorkatonai szolgálat megtagadása börtönbüntetést vont maga után, amit követően elhelyezkedni is nehéz volt, mert aki nem volt katona, nem vállalhat köztisztviselői állást, beleértve a tanári pozíciókat is. A dél-koreai hadseregben problémát jelent a katonák között zajló zaklatás, magas az öngyilkosságok száma, de gyilkosságok is történtek. A fizikailag alkalmatlan férfiak mellett kivételt csupán a kiemelkedő sportteljesítményt nyújtó sportolókkal tesznek, akik kérelmezhetik a sorkatonai szolgálat alóli felmentést. 2020 júniusában, az alkotmánybíróság döntése után, Dél-Koreában is bevezették az alternatív katonai szolgálatot azok számára, akik lelkiismereti okokból nem akarnak fegyvert fogni. Egy 29 fős bizottság bírálja el a kérelmeket, az alternatív szolgálatosoknak 36 hónapot kell szolgálatban tölteni.

### A nők helyzete

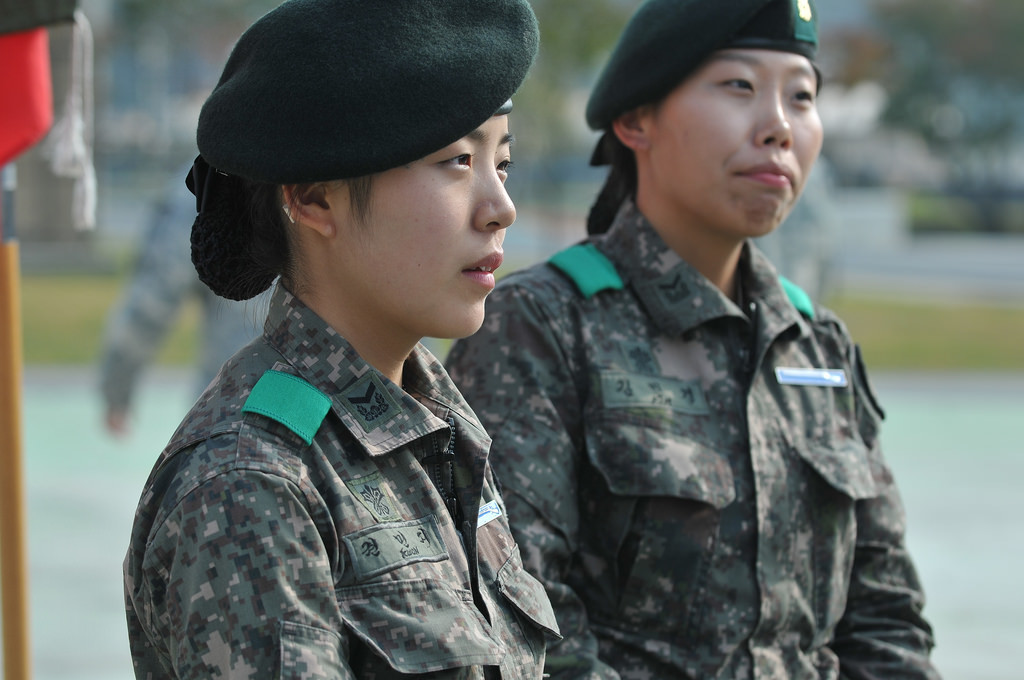
Dél-koreai katonanők

A hadsereg tisztjeinek 7%-a nő 2015-ös adatok szerint, míg a női tiszthelyettesek száma 2017-re eléri az 5%-ot. A dél-koreai seregben 1950 óta szolgálhatnak nők, 2002 óta szolgálnak női szakaszvezetők a gyalogságban, 2003 óta vannak pilótanők a seregben és 2011-ben három őrnagynőt helyeztek a tengerészgyalogosokhoz. 2014-től kezdve a nők szolgálhatnak már a tüzérségben, a légvédelmi egységeknél, a páncélos egységeknél és káplánként is, de továbbra sem szolgálhatnak olyan egységekben mint a tengerészgyalogság tüzérsége, a víz alatti romboló csapatok vagy a búváregységek, de elképzelhető, hogy a jövőben ezeket is megnyitják előttük.

## Szárazföldi erők
Létszám: 495 000 (2014)
Felszerelés (2014)

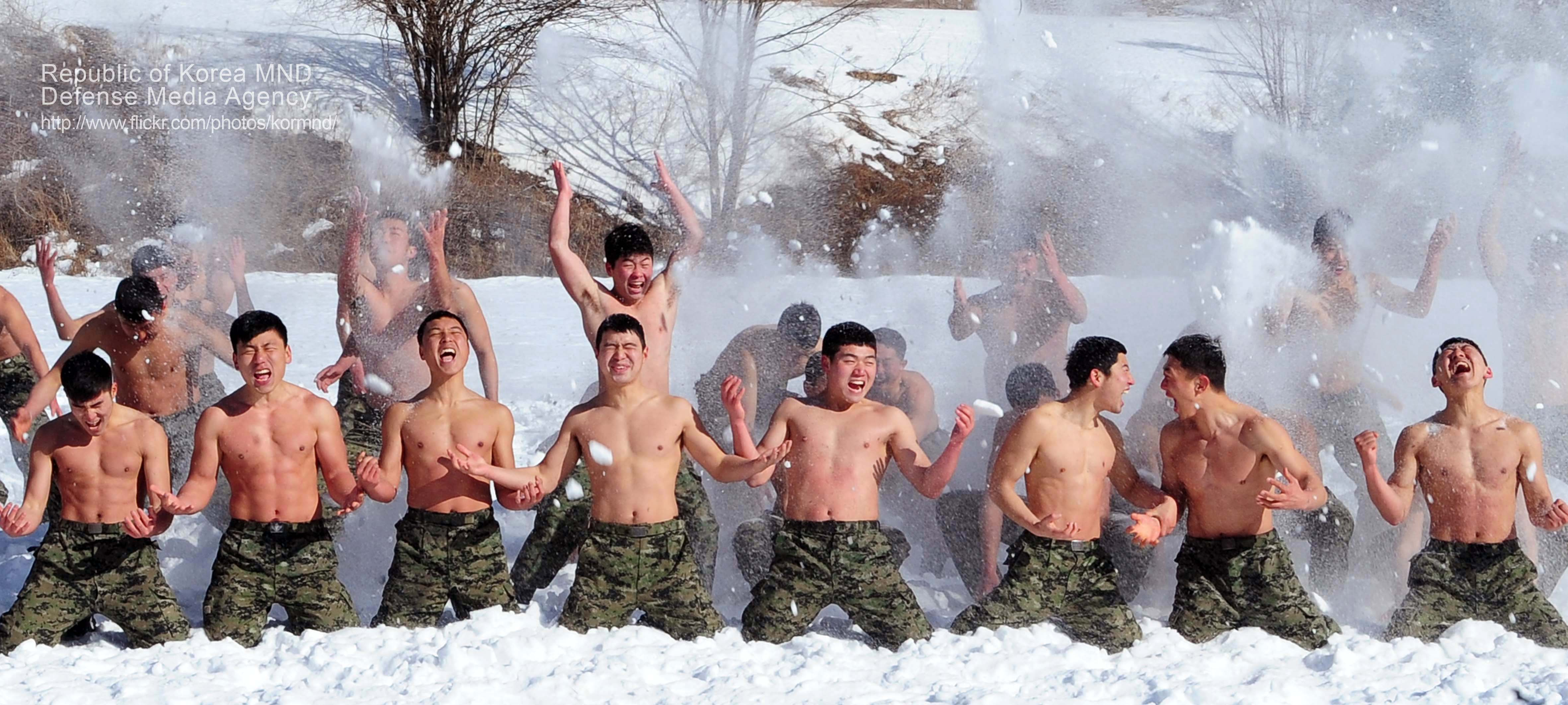
A különleges alakulat kiképzése

- 2400 db harckocsi (K1 Type 88,T–80U, M47/48)
- 60 db páncélozott gyalogsági harcjármű (BMP–3)
- 2700 db páncélozott szállító jármű
- 5800 db tüzérségi löveg
- 600 db helikopter

A szárazföldi erők 11 hadtesttel, 49 hadosztállyal és 19 dandárral rendelkeznek.

## Légierő
Létszám: 65 000 fő (2014)
Felszerelés (2014)
- 400 db harci repülőgép (F–15, F–16, F–4, F–5)
- 50 db szállító repülőgép
- 160 db pilótanélküli repülőgép
- 40 db helikopter
- 60 db C4ISR repülőgép

## Haditengerészet
Létszám: 70 000 fő, ebből tengerészgyalogság 29 000 fő (2014)
Felszerelés (2014)
- 10 db tengeralattjáró
- 110 db hadihajó
- 10 db kétéltű jármű
- 10 db aknászhajó
- 10 db segédhajó
- 50 db helikopter

## Költségvetés
|                                       | 2011 | 2012 | 2013 | 2014 | 2015 |
| ------------------------------------- | ---- | ---- | ---- | ---- | ---- |
| Védelmi költségvetés (milliárd $)     | 27,3 | 30,8 | 30,4 | 31,9 | 35,0 |
| GDP-hez viszonyítva (%)               | 2,36 | 2,39 | 2,40 | 2,38 | 2,35 |
| Állam költségvetéséhez viszonyítva(%) | 15,0 | 14,8 | 14,5 | 14,4 | 14,5 |
| Forrás: Honvédelmi Minisztérium       |      |      |      |      |      |